# Helena Arias Casals
Helena Arias Casals   (Barcelona, 9 de febrer de 2001) és una esportista de tir olímpic i divulgadora científica catalana.
Estudia enginyeria mecànica, enginyeria electrònica i física a la UPC i la UNED. És una de les nou científiques tripulats d'Hypatia I que, l'abril del 2023, va anar al desert d'Utah per a estudiar les condicions de Mart des d'un paisatge geològicament similar.
El 2021 va guanyar la medalla d'or en la prova mixta de rifle 10 metres i plata en 50 metres a l'europeu júnior de Croàcia, on també va guanyar una plata per equips.
Ha investigat simetria PT en ressonadors acústics a la UPC. Ha col·laborat amb l'Institut d'Astrofísica de les Illes Canàries, el Weizmann Institute of Science i el Sincrotró Alba.